# Liste des monuments historiques protégés en 2005
Cet article recense les monuments historiques français classés ou inscrits en 2005.

## Protections
| Édifice | Commune                       | Département             | Région                     | Protection | Base Mérimée                         | Coordonnées                         | Image |
| --- | ----------------------------- | ----------------------- | -------------------------- | ---------- | ------------------------------------ | ----------------------------------- | ----- |
| Château de Rossillon | Rossillon                     | Ain                     | Auvergne-Rhône-Alpes       | inscrit    | « PA01000015 », notice no PA01000015 | 45° 49′ 55″ nord, 5° 35′ 45″ est    |       |
| Remparts de Saint-Trivier-sur-Moignans                                                                                   | Saint-Trivier-sur-Moignans    | Ain                     | Auvergne-Rhône-Alpes       | inscrit    | « PA01000016 », notice no PA01000016 | 46° 04′ 14″ nord, 4° 53′ 53″ est    |       |
| Moulin de Crève-Cœur | Bourg-en-Bresse               | Ain                     | Auvergne-Rhône-Alpes       | inscrit    | « PA01000014 », notice no PA01000014 | 46° 12′ 34″ nord, 5° 13′ 24″ est    |       |
| Château d'Épierre | Cerdon                        | Ain                     | Auvergne-Rhône-Alpes       | inscrit    | « PA00116355 », notice no PA00116355 | 46° 03′ 39″ nord, 5° 28′ 13″ est    |       |
| Moulin de Pertuizet | Villemotier                   | Ain                     | Auvergne-Rhône-Alpes       | classé     | « PA01000012 », notice no PA01000012 | 46° 22′ 16″ nord, 5° 18′ 34″ est    |       |
| Chapelle de la Charité                                                                                                   | Saint-Quentin                 | Aisne                   | Hauts-de-France            | inscrit    | « PA02000056 », notice no PA02000056 | 49° 50′ 39″ nord, 3° 17′ 19″ est    |       |
| Hôtel de ville de Château-Thierry                                                                                        | Château-Thierry               | Aisne                   | Hauts-de-France            | inscrit    | « PA02000058 », notice no PA02000058 | 49° 02′ 46″ nord, 3° 24′ 09″ est    |       |
| Séminaire | Laon                          | Aisne                   | Hauts-de-France            | inscrit    | « PA02000059 », notice no PA02000059 | 49° 33′ 52″ nord, 3° 37′ 41″ est    |       |
| Commanderie de Moisy-le-Temple                                                                                           | Montigny-l'Allier             | Aisne                   | Hauts-de-France            | classé     | « PA00115827 », notice no PA00115827 | 49° 06′ 53″ nord, 3° 04′ 57″ est    |       |
| Église Sainte-Eugénie | Soissons                      | Aisne                   | Hauts-de-France            | inscrit    | « PA02000057 », notice no PA02000057 | 49° 22′ 18″ nord, 3° 20′ 18″ est    |       |
| Maison Seive | Cusset                        | Allier                  | Auvergne-Rhône-Alpes       | inscrit    | « PA03000025 », notice no PA03000025 | 46° 08′ 17″ nord, 3° 26′ 47″ est    |       |
| Château de Contresol | Donjon (Le)                   | Allier                  | Auvergne-Rhône-Alpes       | inscrit    | « PA03000026 », notice no PA03000026 | 46° 21′ 31″ nord, 3° 49′ 32″ est    |       |
| Château de Beauvoir | Saint-Pourçain-sur-Besbre     | Allier                  | Auvergne-Rhône-Alpes       | inscrit    | « PA00093285 », notice no PA00093285 | 46° 28′ 00″ nord, 3° 38′ 05″ est    |       |
| Château Sainte-Marguerite                                                                                                | Pierrevert                    | Alpes-de-Haute-Provence | Provence-Alpes-Côte d'Azur | inscrit    | « PA04000027 », notice no PA04000027 | 43° 48′ 10″ nord, 5° 41′ 47″ est    |       |
| Chapelle Saint-Pierre | Lucéram                       | Alpes-Maritimes         | Provence-Alpes-Côte d'Azur | inscrit    | « PA06000026 », notice no PA06000026 | 43° 53′ 00″ nord, 7° 21′ 36″ est    |       |
| Gare du Sud | Nice                          | Alpes-Maritimes         | Provence-Alpes-Côte d'Azur | inscrit    | « PA06000023 », notice no PA06000023 | 43° 42′ 34″ nord, 7° 15′ 42″ est    |       |
| Château de Fiches | Verniolle                     | Ariège                  | Occitanie                  | inscrit    | « PA09000015 », notice no PA09000015 | 43° 03′ 57″ nord, 1° 39′ 36″ est    |       |
| Église Saint-Valier de Saint-Girons                                                                                      | Saint-Girons                  | Ariège                  | Occitanie                  | inscrit    | « PA00093906 », notice no PA00093906 | 42° 58′ 59″ nord, 1° 08′ 53″ est    |       |
| Hôtel-Dieu de Saint-Lizier                                                                                               | Saint-Lizier                  | Ariège                  | Occitanie                  | inscrit    | « PA09000016 », notice no PA09000016 | 43° 00′ 05″ nord, 1° 08′ 15″ est    |       |
| Château de Bucey-en-Othe                                                                                                 | Bucey-en-Othe                 | Aube                    | Grand Est                  | inscrit    | « PA10000021 », notice no PA10000021 | 48° 15′ 49″ nord, 3° 51′ 40″ est    |       |
| Château du Terral | Ouveillan                     | Aude                    | Occitanie                  | classé     | « PA11000027 », notice no PA11000027 | 43° 17′ 59″ nord, 2° 59′ 29″ est    |       |
| Château de Roquecourbe-Minervois                                                                                         | Roquecourbe-Minervois         | Aude                    | Occitanie                  | inscrit    | « PA11000031 », notice no PA11000031 | 43° 13′ 14″ nord, 2° 38′ 55″ est    |       |
| Église Notre-Dame | Tuchan                        | Aude                    | Occitanie                  | inscrit    | « PA11000032 », notice no PA11000032 | 42° 55′ 21″ nord, 2° 41′ 36″ est    |       |
| Pont d'Estaing | Estaing                       | Aveyron                 | Occitanie                  | inscrit    | « PA12000037 », notice no PA12000037 | 44° 33′ 11″ nord, 2° 40′ 19″ est    |       |
| Église Saint-Joseph-l'Artisan                                                                                            | Onet-le-Château               | Aveyron                 | Occitanie                  | inscrit    | « PA12000035 », notice no PA12000035 | 44° 21′ 53″ nord, 2° 35′ 26″ est    |       |
| Église du Sacré-Cœur | Rodez                         | Aveyron                 | Occitanie                  | inscrit    | « PA12000039 », notice no PA12000039 | 44° 21′ 23″ nord, 2° 34′ 41″ est    |       |
| Pont des Pèlerins | Saint-Chély-d'Aubrac          | Aveyron                 | Occitanie                  | inscrit    | « PA12000036 », notice no PA12000036 | 44° 35′ 20″ nord, 2° 55′ 18″ est    |       |
| Maison des Anneaux | Haguenau                      | Bas-Rhin                | Grand Est                  | inscrit    | « PA67000065 », notice no PA67000065 | 48° 48′ 48″ nord, 7° 47′ 18″ est    |       |
| Faculté de droit | Strasbourg                    | Bas-Rhin                | Grand Est                  | inscrit    | « PA67000064 », notice no PA67000064 | 48° 34′ 44″ nord, 7° 46′ 05″ est    |       |
| Villa Faist | Strasbourg                    | Bas-Rhin                | Grand Est                  | inscrit    | « PA67000066 », notice no PA67000066 | 48° 35′ 21″ nord, 7° 46′ 12″ est    |       |
| Léproserie Saint-Lazare                                                                                                  | Arles                         | Bouches-du-Rhône        | Provence-Alpes-Côte d'Azur | inscrit    | « PA13000049 », notice no PA13000049 | 43° 40′ 18″ nord, 4° 38′ 28″ est    |       |
| Bastide de Montfinal | Bouc-Bel-Air                  | Bouches-du-Rhône        | Provence-Alpes-Côte d'Azur | inscrit    | « PA13000048 », notice no PA13000048 | 43° 27′ 22″ nord, 5° 23′ 30″ est    |       |
| Aqueduc de Roquefavour                                                                                                   | Ventabren                     | Bouches-du-Rhône        | Provence-Alpes-Côte d'Azur | classé     | « PA13000037 », notice no PA13000037 | 43° 31′ 00″ nord, 5° 18′ 46″ est    |       |
| Abbaye Notre-Dame | Barbery                       | Calvados                | Normandie                  | inscrit    | « PA00111032 », notice no PA00111032 | 49° 01′ 32″ nord, 0° 20′ 46″ ouest  |       |
| Château de la Rochelle                                                                                                   | Bernières-le-Patry            | Calvados                | Normandie                  | inscrit    | « PA14000053 », notice no PA14000053 | 48° 49′ 10″ nord, 0° 45′ 10″ ouest  |       |
| Église du Sacré-Cœur de la Guérinière                                                                                    | Caen                          | Calvados                | Normandie                  | inscrit    | « PA14000051 », notice no PA14000051 | 49° 09′ 31″ nord, 0° 20′ 29″ ouest  |       |
| Monastère des Bénédictines                                                                                               | Caen                          | Calvados                | Normandie                  | inscrit    | « PA14000055 », notice no PA14000055 | 49° 12′ 37″ nord, 0° 22′ 28″ ouest  |       |
| Château de Castilly | Castilly                      | Calvados                | Normandie                  | inscrit    | « PA14000059 », notice no PA14000059 | 49° 16′ 30″ nord, 1° 01′ 32″ ouest  |       |
| Manoir du Pontif | Coquainvilliers               | Calvados                | Normandie                  | inscrit    | « PA14000052 », notice no PA14000052 | 49° 11′ 38″ nord, 0° 11′ 30″ est    |       |
| Église Saint-Pierre | Fontaine-le-Pin               | Calvados                | Normandie                  | inscrit    | « PA14000050 », notice no PA14000050 | 48° 58′ 23″ nord, 0° 17′ 07″ ouest  |       |
| Villa Sayer | Glanville                     | Calvados                | Normandie                  | classé     | « PA00111839 », notice no PA00111839 | 49° 16′ 33″ nord, 0° 04′ 44″ est    |       |
| Manoir de la Brairie | Glos                          | Calvados                | Normandie                  | classé     | « PA00111363 », notice no PA00111363 | 49° 07′ 22″ nord, 0° 16′ 06″ est    |       |
| Château d'Outrelaize | Gouvix                        | Calvados                | Normandie                  | inscrit    | « PA00111369 », notice no PA00111369 | 49° 01′ 55″ nord, 0° 18′ 38″ ouest  |       |
| Maison la Bluette | Hermanville-sur-Mer           | Calvados                | Normandie                  | classé     | « PA00111381 », notice no PA00111381 | 49° 17′ 57″ nord, 0° 18′ 21″ ouest  |       |
| Château de Villeray | Les Moutiers-en-Cinglais      | Calvados                | Normandie                  | inscrit    | « PA14000056 », notice no PA14000056 | 49° 01′ 11″ nord, 0° 26′ 20″ ouest  |       |
| Château de Launay | Orbec                         | Calvados                | Normandie                  | inscrit    | « PA14000057 », notice no PA14000057 | 49° 02′ 05″ nord, 0° 22′ 28″ est    |       |
| Château d'Assy | Ouilly-le-Tesson              | Calvados                | Normandie                  | inscrit    | « PA00111589 », notice no PA00111589 | 48° 59′ 36″ nord, 0° 12′ 06″ ouest  |       |
| Église Saint-Sulpice | Saint-Vigor-le-Grand          | Calvados                | Normandie                  | inscrit    | « PA14000049 », notice no PA14000049 | 49° 17′ 42″ nord, 0° 40′ 05″ ouest  |       |
| Manoir de Clairefontaine                                                                                                 | Tourgéville                   | Calvados                | Normandie                  | inscrit    | « PA14000058 », notice no PA14000058 | 49° 20′ 27″ nord, 0° 03′ 33″ est    |       |
| Château d'Estang | Marmanhac                     | Cantal                  | Auvergne-Rhône-Alpes       | inscrit    | « PA15000029 », notice no PA15000029 | 44° 59′ 58″ nord, 2° 28′ 07″ est    |       |
| Logis de Forge | Mouthiers-sur-Boëme           | Charente                | Nouvelle-Aquitaine         | inscrit    | « PA16000033 », notice no PA16000033 | 45° 33′ 04″ nord, 0° 07′ 43″ est    |       |
| Château de Saveille | Paizay-Naudouin-Embourie      | Charente                | Nouvelle-Aquitaine         | inscrit    | « PA00104449 », notice no PA00104449 | 46° 02′ 28″ nord, 0° 00′ 30″ ouest  |       |
| Château de Villebois-Lavalette                                                                                           | Villebois-Lavalette           | Charente                | Nouvelle-Aquitaine         | classé     | « PA00104541 », notice no PA00104541 | 45° 29′ 03″ nord, 0° 16′ 58″ est    |       |
| Logis de L'Hôpiteau | Bords                         | Charente-Maritime       | Nouvelle-Aquitaine         | inscrit    | « PA17000069 », notice no PA17000069 | 45° 53′ 06″ nord, 0° 46′ 04″ ouest  |       |
| Prieuré de Sainte-Gemme                                                                                                  | Sainte-Gemme                  | Charente-Maritime       | Nouvelle-Aquitaine         | classé     | « PA00105173 », notice no PA00105173 | 45° 46′ 19″ nord, 0° 53′ 17″ ouest  |       |
| Couvent des Jacobins et maison de Maurice Martineau                                                                      | Saintes                       | Charente-Maritime       | Nouvelle-Aquitaine         | classé     | « PA00105257 », notice no PA00105257 | 45° 44′ 45″ nord, 0° 38′ 03″ ouest  |       |
| Aux Dames de France | Bourges                       | Cher                    | Centre-Val de Loire        | inscrit    | « PA18000033 », notice no PA18000033 | 47° 05′ 09″ nord, 2° 23′ 36″ est    |       |
| Établissements Aubrun | Bourges                       | Cher                    | Centre-Val de Loire        | inscrit    | « PA18000031 », notice no PA18000031 | 47° 05′ 03″ nord, 2° 23′ 43″ est    |       |
| Aux Nouvelles Galeries                                                                                                   | Bourges                       | Cher                    | Centre-Val de Loire        | inscrit    | « PA18000032 », notice no PA18000032 | 47° 05′ 04″ nord, 2° 23′ 42″ est    |       |
| Cinéma Rex | Brive-la-Gaillarde            | Corrèze                 | Nouvelle-Aquitaine         | inscrit    | « PA19000018 », notice no PA19000018 | 45° 09′ 28″ nord, 1° 31′ 47″ est    |       |
| Château de Ségur | Ségur-le-Château              | Corrèze                 | Nouvelle-Aquitaine         | inscrit    | « PA00099890 », notice no PA00099890 | 45° 25′ 47″ nord, 1° 18′ 17″ est    |       |
| Château de Barbirey | Barbirey-sur-Ouche            | Côte-d'Or               | Bourgogne-Franche-Comté    | inscrit    | « PA21000032 », notice no PA21000032 | 47° 15′ 09″ nord, 4° 45′ 18″ est    |       |
| Château de Bussy-Rabutin                                                                                                 | Bussy-le-Grand                | Côte-d'Or               | Bourgogne-Franche-Comté    | classé     | « PA00112169 », notice no PA00112169 | 47° 33′ 41″ nord, 4° 31′ 25″ est    |       |
| Crèmerie | Dijon                         | Côte-d'Or               | Bourgogne-Franche-Comté    | inscrit    | « PA21000031 », notice no PA21000031 | 47° 19′ 10″ nord, 5° 02′ 07″ est    |       |
| Église Saint-Nicolas | Villeberny                    | Côte-d'Or               | Bourgogne-Franche-Comté    | inscrit    | « PA21000030 », notice no PA21000030 | 47° 26′ 20″ nord, 4° 35′ 56″ est    |       |
| Ruines du château de La Chèze                                                                                            | La Chèze                      | Côtes-d'Armor           | Bretagne                   | inscrit    | « PA22000022 », notice no PA22000022 | 48° 07′ 59″ nord, 2° 39′ 35″ ouest  |       |
| Tunnel de Kervoaguel | Le Moustoir                   | Côtes-d'Armor           | Bretagne                   | inscrit    | « PA22000019 », notice no PA22000019 | 48° 16′ 00″ nord, 3° 28′ 09″ ouest  |       |
| Manoir de Kermathaman Braz                                                                                               | Pédernec                      | Côtes-d'Armor           | Bretagne                   | classé     | « PA00089369 », notice no PA00089369 | 48° 35′ 42″ nord, 3° 16′ 48″ ouest  |       |
| Château Abain | Malval                        | Creuse                  | Nouvelle-Aquitaine         | inscrit    | « PA23000018 », notice no PA23000018 | 46° 20′ 59″ nord, 1° 52′ 59″ est    |       |
| Maison seigneuriale de Pouzay                                                                                            | Béceleuf                      | Deux-Sèvres             | Nouvelle-Aquitaine         | inscrit    | « PA79000030 », notice no PA79000030 | 46° 28′ 41″ nord, 0° 31′ 59″ ouest  |       |
| Château de Maisontiers                                                                                                   | Maisontiers                   | Deux-Sèvres             | Nouvelle-Aquitaine         | inscrit    | « PA00101252 », notice no PA00101252 | 46° 46′ 38″ nord, 0° 14′ 47″ ouest  |       |
| Château de Muflet | Saint-Aubin-du-Plain          | Deux-Sèvres             | Nouvelle-Aquitaine         | inscrit    | « PA79000029 », notice no PA79000029 | 46° 55′ 45″ nord, 0° 26′ 42″ ouest  |       |
| Grotte de Nancy | Les Eyzies-de-Tayac-Sireuil   | Dordogne                | Nouvelle-Aquitaine         | inscrit    | « PA24000048 », notice no PA24000048 | 44° 55′ 59″ nord, 1° 04′ 22″ est    |       |
| Grotte du Bison | Meyrals                       | Dordogne                | Nouvelle-Aquitaine         | inscrit    | « PA24000049 », notice no PA24000049 | 44° 55′ 53″ nord, 1° 04′ 09″ est    |       |
| Église Saint-Martin | Lisle                         | Dordogne                | Nouvelle-Aquitaine         | classé     | « PA00082620 », notice no PA00082620 | 45° 16′ 45″ nord, 0° 32′ 52″ est    |       |
| Château de Monsec | Mouzens                       | Dordogne                | Nouvelle-Aquitaine         | inscrit    | « PA00082707 », notice no PA00082707 | 44° 51′ 06″ nord, 1° 01′ 00″ est    |       |
| Hôtel de Lestrade ou Hôtel de la Joubertie                                                                               | Périgueux                     | Dordogne                | Nouvelle-Aquitaine         | classé     | « PA00082758 », notice no PA00082758 | 45° 11′ 04″ nord, 0° 43′ 17″ est    |       |
| Hôtel | Périgueux                     | Dordogne                | Nouvelle-Aquitaine         | inscrit    | « PA24000046 », notice no PA24000046 | 45° 11′ 14″ nord, 0° 43′ 23″ est    |       |
| Château des Évêques et ancien cimetière                                                                                  | Plazac                        | Dordogne                | Nouvelle-Aquitaine         | classé     | « PA24000024 », notice no PA24000024 | 45° 02′ 08″ nord, 1° 02′ 25″ est    |       |
| Domaine du château de Cumond                                                                                             | Saint-Antoine-Cumond          | Dordogne                | Nouvelle-Aquitaine         | inscrit    | « PA24000047 », notice no PA24000047 | 45° 14′ 04″ nord, 0° 13′ 23″ est    |       |
| Domaine du château de la Bourlie                                                                                         | Urval                         | Dordogne                | Nouvelle-Aquitaine         | inscrit    | « PA00082416 », notice no PA00082416 | 44° 48′ 05″ nord, 0° 56′ 58″ est    |       |
| Grotte préhistorique de la Sudrie                                                                                        | Villac                        | Dordogne                | Nouvelle-Aquitaine         | inscrit    | « PA24000050 », notice no PA24000050 | 45° 10′ 42″ nord, 1° 15′ 27″ est    |       |
| École-mairie d'Arc-sous-Cicon                                                                                            | Arc-sous-Cicon                | Doubs                   | Bourgogne-Franche-Comté    | inscrit    | « PA25000045 », notice no PA25000045 | 47° 03′ 05″ nord, 6° 22′ 48″ est    |       |
| Temple du Saint-Esprit                                                                                                   | Besançon                      | Doubs                   | Bourgogne-Franche-Comté    | classé     | « PA00101480 », notice no PA00101480 | 47° 14′ 26″ nord, 6° 01′ 24″ est    |       |
| Observatoire | Besançon                      | Doubs                   | Bourgogne-Franche-Comté    | inscrit    | « PA25000047 », notice no PA25000047 | 47° 14′ 48″ nord, 5° 59′ 23″ est    |       |
| Mairie-école de Bouclans                                                                                                 | Bouclans                      | Doubs                   | Bourgogne-Franche-Comté    | inscrit    | « PA25000048 », notice no PA25000048 | 47° 14′ 54″ nord, 6° 14′ 13″ est    |       |
| Mairie-école de Goux-les-Usiers                                                                                          | Goux-les-Usiers               | Doubs                   | Bourgogne-Franche-Comté    | inscrit    | « PA25000049 », notice no PA25000049 | 46° 58′ 17″ nord, 6° 16′ 39″ est    |       |
| Halle de Levier | Levier                        | Doubs                   | Bourgogne-Franche-Comté    | inscrit    | « PA25000050 », notice no PA25000050 | 46° 57′ 15″ nord, 6° 07′ 01″ est    |       |
| Château de Moncley | Moncley                       | Doubs                   | Bourgogne-Franche-Comté    | classé     | « PA00101672 », notice no PA00101672 | 47° 18′ 41″ nord, 5° 53′ 17″ est    |       |
| Château du Mouchet | Chavannes                     | Drôme                   | Auvergne-Rhône-Alpes       | inscrit    | « PA26000015 », notice no PA26000015 | 45° 06′ 31″ nord, 4° 55′ 07″ est    |       |
| Presbytère de Die | Die                           | Drôme                   | Auvergne-Rhône-Alpes       | inscrit    | « PA26000016 », notice no PA26000016 | 44° 45′ 07″ nord, 5° 22′ 13″ est    |       |
| Ancienne commanderie des Templiers                                                                                       | Lus-la-Croix-Haute            | Drôme                   | Auvergne-Rhône-Alpes       | inscrit    | « PA26000017 », notice no PA26000017 | 44° 39′ 43″ nord, 5° 40′ 40″ est    |       |
| Maison dite Château de Miribel                                                                                           | Miribel                       | Drôme                   | Auvergne-Rhône-Alpes       | classé     | « PA26000012 », notice no PA26000012 | 45° 12′ 11″ nord, 5° 06′ 35″ est    |       |
| Château du Plessis-Bouquelon                                                                                             | Bouquelon                     | Eure                    | Normandie                  | inscrit    | « PA27000063 », notice no PA27000063 | 49° 23′ 07″ nord, 0° 29′ 32″ est    |       |
| Abbaye de la Croix-Saint-Leufroy                                                                                         | La Croix-Saint-Leufroy        | Eure                    | Normandie                  | inscrit    | « PA27000062 », notice no PA27000062 | 49° 06′ 32″ nord, 1° 14′ 19″ est    |       |
| Château de Montretout | Dangu                         | Eure                    | Normandie                  | inscrit    | « PA27000061 », notice no PA27000061 | 49° 14′ 50″ nord, 1° 41′ 43″ est    |       |
| Église Saint-Jean-Baptiste de Muzy                                                                                       | Muzy                          | Eure                    | Normandie                  | inscrit    | « PA27000064 », notice no PA27000064 | 48° 46′ 27″ nord, 1° 20′ 40″ est    |       |
| Château de Saint-Aubin-d'Écrosville                                                                                      | Saint-Aubin-d'Écrosville      | Eure                    | Normandie                  | classé     | « PA00099542 », notice no PA00099542 | 49° 08′ 27″ nord, 1° 00′ 29″ est    |       |
| Château de Cernières | Saint-Pierre-de-Cernières     | Eure                    | Normandie                  | inscrit    | « PA27000065 », notice no PA27000065 | 48° 56′ 38″ nord, 0° 30′ 55″ est    |       |
| Manoir des Cailleaux | Beaumont-les-Autels           | Eure-et-Loir            | Centre-Val de Loire        | inscrit    | « PA28000019 », notice no PA28000019 | 48° 15′ 17″ nord, 0° 57′ 32″ est    |       |
| Maisons canoniales | Chartres                      | Eure-et-Loir            | Centre-Val de Loire        | inscrit    | « PA28000018 », notice no PA28000018 | 48° 26′ 50″ nord, 1° 29′ 17″ est    |       |
| Maison canoniale | Chartres                      | Eure-et-Loir            | Centre-Val de Loire        | inscrit    | « PA28000020 », notice no PA28000020 | 48° 26′ 52″ nord, 1° 29′ 21″ est    |       |
| Maison des Treize Lunes                                                                                                  | Landerneau                    | Finistère               | Bretagne                   | classé     | « PA00090036 », notice no PA00090036 | 48° 26′ 56″ nord, 4° 14′ 59″ ouest  |       |
| Phare de Saint-Mathieu                                                                                                   | Plougonvelin                  | Finistère               | Bretagne                   | inscrit    | « PA29000050 », notice no PA29000050 | 48° 19′ 47″ nord, 4° 46′ 15″ ouest  |       |
| Hôtel de Linage | Beaucaire                     | Gard                    | Occitanie                  | inscrit    | « PA30000060 », notice no PA30000060 | 43° 48′ 24″ nord, 4° 38′ 51″ est    |       |
| Église Saint Paul | Beaucaire                     | Gard                    | Occitanie                  | classé     | « PA00102984 », notice no PA00102984 | 43° 48′ 23″ nord, 4° 38′ 42″ est    |       |
| Hôtel Séguier | Nîmes                         | Gard                    | Occitanie                  | classé     | « PA00103330 », notice no PA00103330 | 43° 50′ 18″ nord, 4° 21′ 55″ est    |       |
| Hôtel Rivet actuelle école supérieure des beaux-arts                                                                     | Nîmes                         | Gard                    | Occitanie                  | classé     | « PA00103100 », notice no PA00103100 | 43° 50′ 16″ nord, 4° 21′ 42″ est    |       |
| Chapelle des Pénitents de Pont-Saint-Esprit                                                                              | Pont-Saint-Esprit             | Gard                    | Occitanie                  | inscrit    | « PA00103159 », notice no PA00103159 | 44° 15′ 25″ nord, 4° 39′ 02″ est    |       |
| Lavoir de Pont-Saint-Esprit                                                                                              | Pont-Saint-Esprit             | Gard                    | Occitanie                  | inscrit    | « PA30000059 », notice no PA30000059 | 44° 15′ 13″ nord, 4° 39′ 02″ est    |       |
| Hôtel-Dieu de Pont-Saint-Esprit                                                                                          | Pont-Saint-Esprit             | Gard                    | Occitanie                  | inscrit    | « PA00103162 », notice no PA00103162 | 44° 15′ 15″ nord, 4° 39′ 00″ est    |       |
| Église Sainte-Anastasie de Russan                                                                                        | Sainte-Anastasie              | Gard                    | Occitanie                  | inscrit    | « PA30000057 », notice no PA30000057 | 43° 56′ 05″ nord, 4° 19′ 17″ est    |       |
| Livrée cardinalice de Canilhac                                                                                           | Villeneuve-lès-Avignon        | Gard                    | Occitanie                  | inscrit    | « PA00103307 », notice no PA00103307 | 43° 57′ 44″ nord, 4° 47′ 47″ est    |       |
| Immeuble | Nîmes                         | Gard                    | Occitanie                  | inscrit    | « PA30000058 », notice no PA30000058 | 43° 50′ 15″ nord, 4° 21′ 35″ est    |       |
| Château de Laplagne | Montesquiou                   | Gers                    | Occitanie                  | inscrit    | « PA32000018 », notice no PA32000018 | 43° 33′ 54″ nord, 0° 18′ 40″ est    |       |
| Château de Saint-Blancard                                                                                                | Saint-Blancard                | Gers                    | Occitanie                  | inscrit    | « PA32000019 », notice no PA32000019 | 43° 20′ 39″ nord, 0° 38′ 44″ est    |       |
| Église Saint-Laurent de Birac                                                                                            | Birac                         | Gironde                 | Nouvelle-Aquitaine         | classé     | « PA00083144 », notice no PA00083144 | 44° 25′ 03″ nord, 0° 08′ 13″ ouest  |       |
| Maison | Bordeaux                      | Gironde                 | Nouvelle-Aquitaine         | inscrit    | « PA33000086 », notice no PA33000086 | 44° 49′ 38″ nord, 0° 33′ 40″ ouest  |       |
| Maison de Bourdieu de la Jalle                                                                                           | Bordeaux                      | Gironde                 | Nouvelle-Aquitaine         | inscrit    | « PA33000082 », notice no PA33000082 | 44° 50′ 40″ nord, 0° 36′ 20″ ouest  |       |
| Maison Ézemar | Esseintes (Les)               | Gironde                 | Nouvelle-Aquitaine         | inscrit    | « PA33000087 », notice no PA33000087 | 44° 36′ 25″ nord, 0° 03′ 54″ ouest  |       |
| Château Péconet | Quinsac                       | Gironde                 | Nouvelle-Aquitaine         | inscrit    | « PA33000083 », notice no PA33000083 | 44° 45′ 12″ nord, 0° 29′ 02″ ouest  |       |
| Cloître des Cordeliers de Saint-Émilion                                                                                  | Saint-Émilion                 | Gironde                 | Nouvelle-Aquitaine         | classé     | « PA00083725 », notice no PA00083725 | 44° 53′ 36″ nord, 0° 09′ 17″ ouest  |       |
| Château Peyronnet | Saint-Louis-de-Montferrand    | Gironde                 | Nouvelle-Aquitaine         | inscrit    | « PA33000089 », notice no PA33000089 | 44° 58′ 28″ nord, 0° 32′ 03″ ouest  |       |
| Église de Saint-Romain-la-Virvée                                                                                         | Saint-Romain-la-Virvée        | Gironde                 | Nouvelle-Aquitaine         | inscrit    | « PA33000084 », notice no PA33000084 | 44° 57′ 57″ nord, 0° 23′ 58″ ouest  |       |
| Église Saint-Pierre de Salignac                                                                                          | Salignac                      | Gironde                 | Nouvelle-Aquitaine         | inscrit    | « PA00083826 », notice no PA00083826 | 45° 00′ 53″ nord, 0° 22′ 55″ ouest  |       |
| Mémorial de la ferme de Richemont                                                                                        | Saucats                       | Gironde                 | Nouvelle-Aquitaine         | inscrit    | « PA33000085 », notice no PA33000085 | 44° 37′ 49″ nord, 0° 37′ 51″ ouest  |       |
| Église Saint-Étienne de Tauriac                                                                                          | Tauriac                       | Gironde                 | Nouvelle-Aquitaine         | classé     | « PA00083850 », notice no PA00083850 | 45° 02′ 56″ nord, 0° 30′ 03″ ouest  |       |
| Bâtiments du Camp Jacob                                                                                                  | Saint-Claude                  | Guadeloupe              | Guadeloupe                 | inscrit    | « PA97100018 », notice no PA97100018 | 16° 01′ 35″ nord, 61° 41′ 44″ ouest |       |
| Filature Gast | Issenheim                     | Haut-Rhin               | Grand Est                  | inscrit    | « PA68000043 », notice no PA68000043 | 47° 54′ 07″ nord, 7° 15′ 24″ est    |       |
| Écluse de Kembs-Niffer                                                                                                   | Kembs                         | Haut-Rhin               | Grand Est                  | inscrit    | « PA68000041 », notice no PA68000041 | 47° 42′ 36″ nord, 7° 30′ 10″ est    |       |
| Maison | Rouffach                      | Haut-Rhin               | Grand Est                  | inscrit    | « PA68000042 », notice no PA68000042 | 47° 57′ 35″ nord, 7° 17′ 54″ est    |       |
| Puits Joseph-Else | Wittelsheim                   | Haut-Rhin               | Grand Est                  | inscrit    | « PA68000044 », notice no PA68000044 | 47° 46′ 49″ nord, 7° 13′ 41″ est    |       |
| Puits Théodore | Wittenheim                    | Haut-Rhin               | Grand Est                  | inscrit    | « PA68000045 », notice no PA68000045 | 47° 49′ 46″ nord, 7° 19′ 38″ est    |       |
| Poterie Laballe | Cox                           | Haute-Garonne           | Occitanie                  | classé     | « PA31000055 », notice no PA31000055 | 43° 45′ 33″ nord, 1° 02′ 46″ est    |       |
| Établissement thermal d'Encausse-les-Thermes                                                                             | Encausse-les-Thermes          | Haute-Garonne           | Occitanie                  | inscrit    | « PA31000071 », notice no PA31000071 | 43° 03′ 00″ nord, 0° 44′ 31″ est    |       |
| Hôtel du Parc | Montréjeau                    | Haute-Garonne           | Occitanie                  | inscrit    | « PA31000074 », notice no PA31000074 | 43° 05′ 08″ nord, 0° 34′ 06″ est    |       |
| Hôtel de Lassus | Montréjeau                    | Haute-Garonne           | Occitanie                  | inscrit    | « PA31000073 », notice no PA31000073 | 43° 05′ 06″ nord, 0° 34′ 08″ est    |       |
| Église Saint-Jacques de Muret                                                                                            | Muret                         | Haute-Garonne           | Occitanie                  | inscrit    | « PA00094405 », notice no PA00094405 | 43° 27′ 39″ nord, 1° 19′ 35″ est    |       |
| Hôtel de Castagnier d'Auriac                                                                                             | Toulouse                      | Haute-Garonne           | Occitanie                  | inscrit    | « PA31000072 », notice no PA31000072 | 43° 35′ 50″ nord, 1° 27′ 01″ est    |       |
| Château de Villefranche                                                                                                  | Villeneuve-lès-Bouloc         | Haute-Garonne           | Occitanie                  | inscrit    | « PA31000070 », notice no PA31000070 | 43° 46′ 24″ nord, 1° 23′ 15″ est    |       |
| Ferme des Plantins | Les Estables                  | Haute-Loire             | Auvergne-Rhône-Alpes       | classé     | « PA43000019 », notice no PA43000019 | 44° 54′ 12″ nord, 4° 10′ 23″ est    |       |
| Chapelle Sainte-Madeleine de Monistrol-d'Allier                                                                          | Monistrol-d'Allier            | Haute-Loire             | Auvergne-Rhône-Alpes       | inscrit    | « PA43000047 », notice no PA43000047 | 44° 58′ 24″ nord, 3° 38′ 21″ est    |       |
| Statue de Lafayette | Le Puy-en-Velay               | Haute-Loire             | Auvergne-Rhône-Alpes       | inscrit    | « PA43000048 », notice no PA43000048 | 45° 02′ 39″ nord, 3° 52′ 48″ est    |       |
| Couvent de la Visitation                                                                                                 | Le Puy-en-Velay               | Haute-Loire             | Auvergne-Rhône-Alpes       | inscrit    | « PA43000046 », notice no PA43000046 | 45° 02′ 47″ nord, 3° 53′ 00″ est    |       |
| Château de Percey-le-Pautel                                                                                              | Longeau-Percey                | Haute-Marne             | Grand Est                  | inscrit    | « PA00079136 », notice no PA00079136 | 47° 45′ 32″ nord, 5° 19′ 01″ est    |       |
| Propriété Japiot | Montier-en-Der                | Haute-Marne             | Grand Est                  | inscrit    | « PA52000025 », notice no PA52000025 | 48° 28′ 41″ nord, 4° 46′ 07″ est    |       |
| Mairie - Justice de paix - Ecole                                                                                         | Amance                        | Haute-Saône             | Bourgogne-Franche-Comté    | inscrit    | « PA70000071 », notice no PA70000071 | 47° 48′ 04″ nord, 6° 03′ 33″ est    |       |
| Mairie-lavoir de Belmont                                                                                                 | Belmont                       | Haute-Saône             | Bourgogne-Franche-Comté    | inscrit    | « PA70000072 », notice no PA70000072 | 47° 47′ 09″ nord, 6° 30′ 15″ est    |       |
| Mairie, justice de paix et école                                                                                         | Combeaufontaine               | Haute-Saône             | Bourgogne-Franche-Comté    | inscrit    | « PA70000073 », notice no PA70000073 | 47° 42′ 36″ nord, 5° 53′ 26″ est    |       |
| Mairie, justice de paix et école                                                                                         | Noroy-le-Bourg                | Haute-Saône             | Bourgogne-Franche-Comté    | inscrit    | « PA70000074 », notice no PA70000074 | 47° 36′ 51″ nord, 6° 18′ 17″ est    |       |
| Hôtel de ville de Servance et groupe scolaire                                                                            | Servance                      | Haute-Saône             | Bourgogne-Franche-Comté    | inscrit    | « PA70000076 », notice no PA70000076 | 47° 48′ 55″ nord, 6° 41′ 01″ est    |       |
| Château de Villersexel                                                                                                   | Villersexel                   | Haute-Saône             | Bourgogne-Franche-Comté    | classé     | « PA00102296 », notice no PA00102296 | 47° 33′ 08″ nord, 6° 25′ 48″ est    |       |
| Mairie, justice de paix et école                                                                                         | Scey-sur-Saône-et-Saint-Albin | Haute-Saône             | Bourgogne-Franche-Comté    | inscrit    | « PA70000075 », notice no PA70000075 | 47° 39′ 55″ nord, 5° 58′ 02″ est    |       |
| Église de la Nativité-de-Saint-Jean-Baptiste                                                                             | Les Billanges                 | Haute-Vienne            | Nouvelle-Aquitaine         | inscrit    | « PA00100252 », notice no PA00100252 | 45° 57′ 49″ nord, 1° 31′ 59″ est    |       |
| Cité administrative Blanqui                                                                                              | Limoges                       | Haute-Vienne            | Nouvelle-Aquitaine         | inscrit    | « PA00100377 », notice no PA00100377 | 45° 49′ 33″ nord, 1° 15′ 42″ est    |       |
| Tour brune d'Embrun et palais archiépiscopal                                                                             | Embrun                        | Hautes-Alpes            | Provence-Alpes-Côte d'Azur | inscrit    | « PA00080563 », notice no PA00080563 | 44° 33′ 46″ nord, 6° 29′ 43″ est    |       |
| Hôtel de Guines | Courbevoie                    | Hauts-de-Seine          | Île-de-France              | classé     | « PA00088103 », notice no PA00088103 | 48° 53′ 50″ nord, 2° 15′ 16″ est    |       |
| Villa Trapenard | Sceaux                        | Hauts-de-Seine          | Île-de-France              | inscrit    | « PA92000014 », notice no PA92000014 | 48° 46′ 28″ nord, 2° 18′ 17″ est    |       |
| Hôtel Berard de Montalet                                                                                                 | Bessan                        | Hérault                 | Occitanie                  | inscrit    | « PA34000049 », notice no PA34000049 | 43° 21′ 40″ nord, 3° 25′ 37″ est    |       |
| Monument aux morts de Clermont-l'Hérault                                                                                 | Clermont-l'Hérault            | Hérault                 | Occitanie                  | classé     | « PA34000032 », notice no PA34000032 | 43° 37′ 35″ nord, 3° 26′ 09″ est    |       |
| Ensemble épiscopal de Lodève : Ancien palais épiscopal (actuel hôtel de ville)                                           | Lodève                        | Hérault                 | Occitanie                  | classé     | « PA00103479 », notice no PA00103479 | 43° 43′ 57″ nord, 3° 19′ 02″ est    |       |
| Monument aux morts de Lodève                                                                                             | Lodève                        | Hérault                 | Occitanie                  | classé     | « PA34000033 », notice no PA34000033 | 43° 43′ 58″ nord, 3° 19′ 02″ est    |       |
| Château de Loubatières                                                                                                   | Pézenas                       | Hérault                 | Occitanie                  | inscrit    | « PA34000050 », notice no PA34000050 | 43° 29′ 09″ nord, 3° 24′ 09″ est    |       |
| Atelier de potier Albe-Sabadel                                                                                           | Saint-Jean-de-Fos             | Hérault                 | Occitanie                  | inscrit    | « PA34000053 », notice no PA34000053 | 43° 42′ 08″ nord, 3° 33′ 05″ est    |       |
| Église Sainte-Marie-et-Saint-Pons de Saint-Pons-de-Mauchiens                                                             | Saint-Pons-de-Mauchiens       | Hérault                 | Occitanie                  | inscrit    | « PA34000051 », notice no PA34000051 | 43° 30′ 49″ nord, 3° 30′ 49″ est    |       |
| Abbaye de Saint-Thibéry                                                                                                  | Saint-Thibéry                 | Hérault                 | Occitanie                  | inscrit    | « PA34000052 », notice no PA34000052 | 43° 23′ 49″ nord, 3° 25′ 02″ est    |       |
| Manoir du Grand Trémaudan                                                                                                | Combourg                      | Ille-et-Vilaine         | Bretagne                   | inscrit    | « PA35000024 », notice no PA35000024 | 48° 23′ 18″ nord, 1° 46′ 33″ ouest  |       |
| Manoir de la Louverie | Le Crouais                    | Ille-et-Vilaine         | Bretagne                   | inscrit    | « PA35000025 », notice no PA35000025 | 48° 11′ 43″ nord, 2° 09′ 32″ ouest  |       |
| Manoir de Quénétain | Saint-Uniac                   | Ille-et-Vilaine         | Bretagne                   | inscrit    | « PA35000027 », notice no PA35000027 | 48° 09′ 49″ nord, 2° 02′ 54″ ouest  |       |
| Église Saint-Étienne de Fontenay                                                                                         | Fontenay                      | Indre                   | Centre-Val de Loire        | classé     | « PA36000014 », notice no PA36000014 | 47° 03′ 36″ nord, 1° 44′ 42″ est    |       |
| Grand moulin de Ballan                                                                                                   | Ballan-Miré                   | Indre-et-Loire          | Centre-Val de Loire        | inscrit    | « PA37000019 », notice no PA37000019 | 47° 21′ 48″ nord, 0° 36′ 13″ est    |       |
| Église Saint-Laurent de Boussay                                                                                          | Boussay                       | Indre-et-Loire          | Centre-Val de Loire        | inscrit    | « PA37000021 », notice no PA37000021 | 46° 50′ 28″ nord, 0° 53′ 19″ est    |       |
| Logis seigneurial de Parçay-Meslay                                                                                       | Parçay-Meslay                 | Indre-et-Loire          | Centre-Val de Loire        | inscrit    | « PA37000020 », notice no PA37000020 | 47° 26′ 32″ nord, 0° 44′ 45″ est    |       |
| Maison des prêtres de la mission                                                                                         | Richelieu                     | Indre-et-Loire          | Centre-Val de Loire        | classé     | « PA00097946 », notice no PA00097946 | 47° 00′ 45″ nord, 0° 19′ 21″ est    |       |
| Chapelle Saint-Jean-Baptiste d'Illins                                                                                    | Luzinay                       | Isère                   | Auvergne-Rhône-Alpes       | inscrit    | « PA38000023 », notice no PA38000023 | 45° 35′ 27″ nord, 4° 56′ 22″ est    |       |
| École-mairie de Cernans                                                                                                  | Cernans                       | Jura                    | Bourgogne-Franche-Comté    | inscrit    | « PA39000062 », notice no PA39000062 | 46° 55′ 54″ nord, 5° 56′ 01″ est    |       |
| Mairie-école de Mont-sous-Vaudrey                                                                                        | Mont-sous-Vaudrey             | Jura                    | Bourgogne-Franche-Comté    | inscrit    | « PA39000063 », notice no PA39000063 | 46° 58′ 48″ nord, 5° 36′ 10″ est    |       |
| Groupe scolaire - Hôtel de ville - Justice de paix                                                                       | Hauts de Bienne               | Jura                    | Bourgogne-Franche-Comté    | inscrit    | « PA39000064 », notice no PA39000064 | 46° 31′ 16″ nord, 6° 01′ 20″ est    |       |
| Mairie-justice de paix de Villers-Farlay                                                                                 | Villers-Farlay                | Jura                    | Bourgogne-Franche-Comté    | inscrit    | « PA39000065 », notice no PA39000065 | 46° 59′ 56″ nord, 5° 45′ 04″ est    |       |
| Église Notre-Dame-de-la-Délivrance                                                                                       | Saint-Denis                   | La Réunion              | La Réunion                 | classé     | « PA97400003 », notice no PA97400003 | 20° 52′ 47″ sud, 55° 26′ 36″ est    |       |
| Église Saint-Jean-Baptiste de Ponson                                                                                     | Carcen-Ponson                 | Landes                  | Nouvelle-Aquitaine         | inscrit    | « PA40000057 », notice no PA40000057 | 43° 52′ 55″ nord, 0° 48′ 21″ ouest  |       |
| Église Saint-Laurent de Caupenne                                                                                         | Caupenne                      | Landes                  | Nouvelle-Aquitaine         | inscrit    | « PA40000058 », notice no PA40000058 | 43° 40′ 14″ nord, 0° 46′ 03″ ouest  |       |
| Monument aux morts d'Onesse-et-Laharie                                                                                   | Onesse-et-Laharie             | Landes                  | Nouvelle-Aquitaine         | inscrit    | « PA40000059 », notice no PA40000059 | 44° 03′ 57″ nord, 1° 04′ 13″ ouest  |       |
| Maison | Montrichard Val de Cher       | Loir-et-Cher            | Centre-Val de Loire        | inscrit    | « PA00098518 », notice no PA00098518 | 47° 20′ 35″ nord, 1° 11′ 12″ est    |       |
| Château de Talcy | Talcy                         | Loir-et-Cher            | Centre-Val de Loire        | classé     | « PA00098615 », notice no PA00098615 | 47° 46′ 11″ nord, 1° 26′ 39″ est    |       |
| Piscine de Firminy-Vert                                                                                                  | Firminy                       | Loire                   | Auvergne-Rhône-Alpes       | inscrit    | « PA42000023 », notice no PA42000023 | 45° 23′ 03″ nord, 4° 17′ 13″ est    |       |
| Prieuré de Pouilly-lès-Feurs                                                                                             | Pouilly-lès-Feurs             | Loire                   | Auvergne-Rhône-Alpes       | inscrit    | « PA42000024 », notice no PA42000024 | 45° 47′ 53″ nord, 4° 13′ 53″ est    |       |
| Immeuble | Nantes                        | Loire-Atlantique        | Pays de la Loire           | inscrit    | « PA44000033 », notice no PA44000033 | 47° 12′ 16″ nord, 1° 34′ 37″ ouest  |       |
| Église Saint-Blaise de Dimancheville                                                                                     | Dimancheville                 | Loiret                  | Centre-Val de Loire        | inscrit    | « PA45000025 », notice no PA45000025 | 48° 14′ 10″ nord, 2° 26′ 02″ est    |       |
| Hôtel de préfecture du Loiret                                                                                            | Orléans                       | Loiret                  | Centre-Val de Loire        | inscrit    | « PA45000024 », notice no PA45000024 | 47° 54′ 04″ nord, 1° 54′ 34″ est    |       |
| Fort des Tourelles | Orléans                       | Loiret                  | Centre-Val de Loire        | classé     | « PA45000026 », notice no PA45000026 | 47° 53′ 40″ nord, 1° 54′ 22″ est    |       |
| Pigeonnier du château d'Assier                                                                                           | Assier                        | Lot                     | Occitanie                  | inscrit    | « PA46000037 », notice no PA46000037 | 44° 40′ 43″ nord, 1° 52′ 53″ est    |       |
| Église Saint-Amand de Bruch                                                                                              | Bruch                         | Lot-et-Garonne          | Nouvelle-Aquitaine         | inscrit    | « PA47000065 », notice no PA47000065 | 44° 12′ 13″ nord, 0° 24′ 34″ est    |       |
| Chapelle Saint-Benoît de Marmande                                                                                        | Marmande                      | Lot-et-Garonne          | Nouvelle-Aquitaine         | classé     | « PA00084162 », notice no PA00084162 | 44° 30′ 02″ nord, 0° 09′ 37″ est    |       |
| Hôpital Saint-Cyr | Villeneuve-sur-Lot            | Lot-et-Garonne          | Nouvelle-Aquitaine         | inscrit    | « PA47000067 », notice no PA47000067 | 44° 24′ 31″ nord, 0° 42′ 39″ est    |       |
| Hôtel de Saint-Philip | Agen                          | Lot-et-Garonne          | Nouvelle-Aquitaine         | inscrit    | « PA47000064 », notice no PA47000064 | 44° 12′ 13″ nord, 0° 36′ 53″ est    |       |
| Église Notre-Dame de Lusignan-Petit                                                                                      | Lusignan-Petit                | Lot-et-Garonne          | Nouvelle-Aquitaine         | inscrit    | « PA47000066 », notice no PA47000066 | 44° 16′ 19″ nord, 0° 31′ 25″ est    |       |
| Prieuré de la Primaudière                                                                                                | Armaillé                      | Maine-et-Loire          | Pays de la Loire           | inscrit    | « PA00108947 », notice no PA00108947 | 47° 41′ 47″ nord, 1° 10′ 49″ ouest  |       |
| Château de la Mauvoisinière                                                                                              | Orée d'Anjou                  | Maine-et-Loire          | Pays de la Loire           | inscrit    | « PA00108983 », notice no PA00108983 | 47° 19′ 54″ nord, 1° 05′ 54″ ouest  |       |
| Moulin à eau de la Chaussée                                                                                              | Chenillé-Champteussé          | Maine-et-Loire          | Pays de la Loire           | inscrit    | « PA49000050 », notice no PA49000050 | 47° 40′ 44″ nord, 0° 41′ 07″ ouest  |       |
| Prieuré Saint-Martin de Daumeray                                                                                         | Morannes sur Sarthe-Daumeray  | Maine-et-Loire          | Pays de la Loire           | inscrit    | « PA00109073 », notice no PA00109073 | 47° 42′ 09″ nord, 0° 21′ 46″ ouest  |       |
| Manoir de la Vente | Longué-Jumelles               | Maine-et-Loire          | Pays de la Loire           | inscrit    | « PA49000046 », notice no PA49000046 | 47° 26′ 04″ nord, 0° 04′ 21″ ouest  |       |
| Château de la Thibaudière                                                                                                | Montreuil-Juigné              | Maine-et-Loire          | Pays de la Loire           | inscrit    | « PA49000048 », notice no PA49000048 | 47° 32′ 33″ nord, 0° 38′ 15″ ouest  |       |
| Manoir de Chandemanche                                                                                                   | Morannes sur Sarthe-Daumeray  | Maine-et-Loire          | Pays de la Loire           | inscrit    | « PA49000049 », notice no PA49000049 | 47° 42′ 55″ nord, 0° 22′ 06″ ouest  |       |
| Manoir de la Bouchardière                                                                                                | Bellevigne-les-Châteaux       | Maine-et-Loire          | Pays de la Loire           | inscrit    | « PA49000045 », notice no PA49000045 | 47° 11′ 20″ nord, 0° 02′ 17″ ouest  |       |
| École de cavalerie | Saumur                        | Maine-et-Loire          | Pays de la Loire           | inscrit    | « PA00109304 », notice no PA00109304 | 47° 15′ 39″ nord, 0° 05′ 09″ ouest  |       |
| Commanderie des Verchers-sur-Layon                                                                                       | Doué-en-Anjou                 | Maine-et-Loire          | Pays de la Loire           | inscrit    | « PA49000051 », notice no PA49000051 | 47° 07′ 50″ nord, 0° 18′ 34″ ouest  |       |
| Église Saint-Martin | La Meurdraquière              | Manche                  | Normandie                  | inscrit    | « PA50000036 », notice no PA50000036 | 48° 50′ 58″ nord, 1° 24′ 29″ ouest  |       |
| Chapelle des Marins de Gonneville                                                                                        | Blainville-sur-Mer            | Manche                  | Normandie                  | inscrit    | « PA50000031 », notice no PA50000031 | 49° 04′ 53″ nord, 1° 35′ 15″ ouest  |       |
| Château de Canisy | Canisy                        | Manche                  | Normandie                  | inscrit    | « PA00110350 », notice no PA00110350 | 49° 04′ 45″ nord, 1° 10′ 15″ ouest  |       |
| Nouvelle église Saint-Michel                                                                                             | Graignes-Mesnil-Angot         | Manche                  | Normandie                  | inscrit    | « PA50000032 », notice no PA50000032 | 49° 14′ 16″ nord, 1° 12′ 04″ ouest  |       |
| Église Saint-Jean-Baptiste                                                                                               | La Mancellière-sur-Vire       | Manche                  | Normandie                  | inscrit    | « PA50000033 », notice no PA50000033 | 49° 04′ 09″ nord, 1° 04′ 17″ ouest  |       |
| Château du Rozel | Le Rozel                      | Manche                  | Normandie                  | inscrit    | « PA50000037 », notice no PA50000037 | 49° 29′ 24″ nord, 1° 49′ 40″ ouest  |       |
| Église Saint-Jean-Baptiste                                                                                               | Saint-Jean-des-Baisants       | Manche                  | Normandie                  | inscrit    | « PA50000038 », notice no PA50000038 | 49° 05′ 37″ nord, 0° 58′ 24″ ouest  |       |
| Ferme de la Basse-Cour (domaine du château de Saint-Symphorien-des-Monts)                                                | Lapenty                       | Manche                  | Normandie                  | inscrit    | « PA50000017 », notice no PA50000017 | 48° 32′ 40″ nord, 1° 00′ 13″ ouest  |       |
| Château du Tourps | Anneville-en-Saire            | Manche                  | Normandie                  | inscrit    | « PA50000034 », notice no PA50000034 | 49° 38′ 35″ nord, 1° 16′ 13″ ouest  |       |
| Château de Mariéville | Beuzeville-au-Plain           | Manche                  | Normandie                  | inscrit    | « PA50000035 », notice no PA50000035 | 49° 25′ 50″ nord, 1° 16′ 56″ ouest  |       |
| Château de Bignicourt-sur-Saulx                                                                                          | Bignicourt-sur-Saulx          | Marne                   | Grand Est                  | classé     | « PA51000008 », notice no PA51000008 | 48° 45′ 58″ nord, 4° 46′ 26″ est    |       |
| Église Saint-Sixte de La Chapelle-Rainsouin                                                                              | La Chapelle-Rainsouin         | Mayenne                 | Pays de la Loire           | inscrit    | « PA53000021 », notice no PA53000021 | 48° 05′ 54″ nord, 0° 31′ 11″ ouest  |       |
| Cimetière de Bouère | Bouère                        | Mayenne                 | Pays de la Loire           | inscrit    | « PA53000022 », notice no PA53000022 | 47° 51′ 57″ nord, 0° 28′ 37″ ouest  |       |
| Chapelle du Rosaire de Bruley                                                                                            | Bruley                        | Meurthe-et-Moselle      | Grand Est                  | inscrit    | « PA54000068 », notice no PA54000068 | 48° 42′ 20″ nord, 5° 50′ 53″ est    |       |
| Palais des Ducs de Lorraine                                                                                              | Nancy                         | Meurthe-et-Moselle      | Grand Est                  | classé     | « PA00106304 », notice no PA00106304 | 48° 41′ 49″ nord, 6° 10′ 49″ est    |       |
| Église des Cordeliers | Nancy                         | Meurthe-et-Moselle      | Grand Est                  | classé     | « PA00106105 », notice no PA00106105 | 48° 41′ 52″ nord, 6° 10′ 46″ est    |       |
| Palais du Gouvernement                                                                                                   | Nancy                         | Meurthe-et-Moselle      | Grand Est                  | classé     | « PA00106305 », notice no PA00106305 | 48° 41′ 49″ nord, 6° 10′ 51″ est    |       |
| Gendarmerie | Nancy                         | Meurthe-et-Moselle      | Grand Est                  | inscrit    | « PA54000065 », notice no PA54000065 | 48° 41′ 54″ nord, 6° 10′ 50″ est    |       |
| Immeuble | Nancy                         | Meurthe-et-Moselle      | Grand Est                  | inscrit    | « PA54000067 », notice no PA54000067 | 48° 41′ 13″ nord, 6° 10′ 59″ est    |       |
| Hôtel Héré (dit également Pavillon Héré)                                                                                 | Nancy                         | Meurthe-et-Moselle      | Grand Est                  | classé     | « PA00106306 », notice no PA00106306 | 48° 41′ 47″ nord, 6° 10′ 51″ est    |       |
| Magasin Michel | Pont-à-Mousson                | Meurthe-et-Moselle      | Grand Est                  | inscrit    | « PA54000066 », notice no PA54000066 | 48° 54′ 07″ nord, 6° 03′ 14″ est    |       |
| Chapelle de Locmaria | Nostang                       | Morbihan                | Bretagne                   | classé     | « PA00091465 », notice no PA00091465 | 47° 44′ 57″ nord, 3° 10′ 41″ ouest  |       |
| Église Saint-Patern | Vannes                        | Morbihan                | Bretagne                   | inscrit    | « PA00091782 », notice no PA00091782 | 47° 39′ 34″ nord, 2° 45′ 15″ ouest  |       |
| Château de Lantilly | Cervon                        | Nièvre                  | Bourgogne-Franche-Comté    | inscrit    | « PA00112816 », notice no PA00112816 | 47° 14′ 11″ nord, 3° 43′ 12″ est    |       |
| Château de Saulières | Saint-Péreuse                 | Nièvre                  | Bourgogne-Franche-Comté    | inscrit    | « PA58000008 », notice no PA58000008 | 47° 03′ 03″ nord, 3° 49′ 06″ est    |       |
| Église Saint-Martin dite Notre-Dame-des-Glaces                                                                           | Boussois                      | Nord                    | Hauts-de-France            | inscrit    | « PA59000108 », notice no PA59000108 | 50° 17′ 19″ nord, 4° 02′ 28″ est    |       |
| Église Saint-Martin | Croix                         | Nord                    | Hauts-de-France            | inscrit    | « PA59000109 », notice no PA59000109 | 50° 40′ 31″ nord, 3° 08′ 55″ est    |       |
| Moulin à eau | Grand-Fayt                    | Nord                    | Hauts-de-France            | inscrit    | « PA59000110 », notice no PA59000110 | 50° 06′ 49″ nord, 3° 48′ 24″ est    |       |
| Chapelle Saint-Éloi | Hautmont                      | Nord                    | Hauts-de-France            | inscrit    | « PA59000111 », notice no PA59000111 | 50° 14′ 29″ nord, 3° 54′ 19″ est    |       |
| Immeuble | Lille                         | Nord                    | Hauts-de-France            | inscrit    | « PA59000112 », notice no PA59000112 | 50° 37′ 54″ nord, 3° 03′ 44″ est    |       |
| Abbaye de Marquette | Marquette-lez-Lille           | Nord                    | Hauts-de-France            | inscrit    | « PA59000113 », notice no PA59000113 | 50° 40′ 10″ nord, 3° 03′ 37″ est    |       |
| Église Saint-Martin | Masny                         | Nord                    | Hauts-de-France            | inscrit    | « PA59000114 », notice no PA59000114 | 50° 20′ 59″ nord, 3° 12′ 05″ est    |       |
| Église Sainte-Thérèse de l'Enfant-Jésus                                                                                  | Wattrelos                     | Nord                    | Hauts-de-France            | inscrit    | « PA59000115 », notice no PA59000115 | 50° 41′ 56″ nord, 3° 12′ 14″ est    |       |
| Ferme de la Normanderie                                                                                                  | Ménil-Erreux                  | Orne                    | Normandie                  | inscrit    | « PA61000039 », notice no PA61000039 | 48° 29′ 44″ nord, 0° 11′ 49″ est    |       |
| Manoir de Lyvonnière | Rouellé                       | Orne                    | Normandie                  | inscrit    | « PA61000038 », notice no PA61000038 | 48° 36′ 37″ nord, 0° 43′ 22″ ouest  |       |
| Château du Petit-Jard | Saint-Patrice-du-Désert       | Orne                    | Normandie                  | inscrit    | « PA61000041 », notice no PA61000041 | 48° 32′ 02″ nord, 0° 16′ 41″ ouest  |       |
| Manoir de Villers-en-Ouche                                                                                               | Villers-en-Ouche              | Orne                    | Normandie                  | classé     | « PA00110968 », notice no PA00110968 | 48° 51′ 53″ nord, 0° 27′ 39″ est    |       |
| Château des Ostieux | Les Yveteaux                  | Orne                    | Normandie                  | inscrit    | « PA61000037 », notice no PA61000037 | 48° 43′ 19″ nord, 0° 15′ 18″ ouest  |       |
| Manoir des Touches | Dorceau                       | Orne                    | Normandie                  | inscrit    | « PA61000036 », notice no PA61000036 | 48° 25′ 11″ nord, 0° 49′ 35″ est    |       |
| Manoir de la Grossinière (chapelle)                                                                                      | Courgeoût                     | Orne                    | Normandie                  | inscrit    | « PA61000040 », notice no PA61000040 | 48° 29′ 26″ nord, 0° 29′ 28″ est    |       |
| Prison Saint-Lazare | 10e arrondissement de Paris   | Paris                   | Île-de-France              | inscrit    | « PA75100008 », notice no PA75100008 | 48° 52′ 32″ nord, 2° 21′ 15″ est    |       |
| Collège néerlandais | 14e arrondissement de Paris   | Paris                   | Île-de-France              | classé     | « PA75140004 », notice no PA75140004 | 48° 49′ 18″ nord, 2° 19′ 50″ est    |       |
| Caserne Schomberg | 4e arrondissement de Paris    | Paris                   | Île-de-France              | inscrit    | « PA75040006 », notice no PA75040006 | 48° 50′ 56″ nord, 2° 21′ 48″ est    |       |
| Immeuble | 5e arrondissement de Paris    | Paris                   | Île-de-France              | inscrit    | « PA75050007 », notice no PA75050007 | 48° 50′ 45″ nord, 2° 20′ 32″ est    |       |
| Immeuble | 7e arrondissement de Paris    | Paris                   | Île-de-France              | inscrit    | « PA00088781 », notice no PA00088781 | 48° 51′ 32″ nord, 2° 18′ 04″ est    |       |
| Hôtel Moïse de Camondo (actuel musée Nissim-de-Camondo)                                                                  | 8e arrondissement de Paris    | Paris                   | Île-de-France              | classé     | « PA00088828 », notice no PA00088828 | 48° 52′ 44″ nord, 2° 18′ 46″ est    |       |
| Hôtel Salomon de Rothschild                                                                                              | 8e arrondissement de Paris    | Paris                   | Île-de-France              | classé     | « PA00088834 », notice no PA00088834 | 48° 52′ 31″ nord, 2° 18′ 11″ est    |       |
| Immeubles | 8e arrondissement de Paris    | Paris                   | Île-de-France              | inscrit    | « PA00088893 », notice no PA00088893 | 48° 52′ 20″ nord, 2° 18′ 03″ est    |       |
| Théâtre de l'Athénée-Louis-Jouvet                                                                                        | 9e arrondissement de Paris    | Paris                   | Île-de-France              | inscrit    | « PA00089016 », notice no PA00089016 | 48° 52′ 19″ nord, 2° 19′ 45″ est    |       |
| Immeubles situés square de l'Opéra-Louis-Jouvet                                                                          | 9e arrondissement de Paris    | Paris                   | Île-de-France              | inscrit    | « PA75090004 », notice no PA75090004 | 48° 52′ 18″ nord, 2° 19′ 45″ est    |       |
| Piscine Lutetia | 6e arrondissement de Paris    | Paris                   | Île-de-France              | inscrit    | « PA75060004 », notice no PA75060004 | 48° 51′ 05″ nord, 2° 19′ 41″ est    |       |
| Château de Créminil | Estrée-Blanche                | Pas-de-Calais           | Hauts-de-France            | classé     | « PA00108271 », notice no PA00108271 | 50° 35′ 31″ nord, 2° 19′ 42″ est    |       |
| Château de Vieil-Hesdin                                                                                                  | Le Parcq                      | Pas-de-Calais           | Hauts-de-France            | inscrit    | « PA62000060 », notice no PA62000060 | 50° 21′ 52″ nord, 2° 05′ 48″ est    |       |
| Villa Alexandre | Le Touquet-Paris-Plage        | Pas-de-Calais           | Hauts-de-France            | inscrit    | « PA62000061 », notice no PA62000061 | 50° 31′ 35″ nord, 1° 35′ 07″ est    |       |
| Manoir-ferme de la Besvre                                                                                                | Witternesse                   | Pas-de-Calais           | Hauts-de-France            | inscrit    | « PA62000063 », notice no PA62000063 | 50° 37′ 07″ nord, 2° 22′ 54″ est    |       |
| Tour de Besse | Anzat-le-Luguet               | Puy-de-Dôme             | Auvergne-Rhône-Alpes       | inscrit    | « PA63000077 », notice no PA63000077 | 45° 20′ 07″ nord, 3° 03′ 32″ est    |       |
| Hôtel Le Sarciron | Mont-Dore                     | Puy-de-Dôme             | Auvergne-Rhône-Alpes       | inscrit    | « PA63000075 », notice no PA63000075 | 45° 34′ 25″ nord, 2° 48′ 36″ est    |       |
| Château de Cotteuges | Saint-Diéry                   | Puy-de-Dôme             | Auvergne-Rhône-Alpes       | inscrit    | « PA63000076 », notice no PA63000076 | 45° 32′ 21″ nord, 3° 00′ 20″ est    |       |
| Château de Béon | Aste-Béon                     | Pyrénées-Atlantiques    | Nouvelle-Aquitaine         | inscrit    | « PA64000053 », notice no PA64000053 | 43° 02′ 04″ nord, 0° 25′ 06″ ouest  |       |
| Fort du Portalet | Etsaut                        | Pyrénées-Atlantiques    | Nouvelle-Aquitaine         | classé     | « PA00084557 », notice no PA00084557 | 42° 53′ 11″ nord, 0° 33′ 46″ ouest  |       |
| Château d'Olce | Iholdy                        | Pyrénées-Atlantiques    | Nouvelle-Aquitaine         | inscrit    | « PA64000054 », notice no PA64000054 | 43° 16′ 17″ nord, 1° 11′ 04″ ouest  |       |
| Séminaire de Larressore                                                                                                  | Larressore                    | Pyrénées-Atlantiques    | Nouvelle-Aquitaine         | inscrit    | « PA64000055 », notice no PA64000055 | 43° 22′ 19″ nord, 1° 26′ 00″ ouest  |       |
| Château de Maÿtie | Mauléon-Licharre              | Pyrénées-Atlantiques    | Nouvelle-Aquitaine         | inscrit    | « PA00084443 », notice no PA00084443 | 43° 13′ 11″ nord, 0° 53′ 26″ ouest  |       |
| Château de Baure | Orthez                        | Pyrénées-Atlantiques    | Nouvelle-Aquitaine         | inscrit    | « PA64000056 », notice no PA64000056 | 43° 28′ 45″ nord, 0° 48′ 44″ ouest  |       |
| Maison Saint-Martin | Saint-Jean-de-Luz             | Pyrénées-Atlantiques    | Nouvelle-Aquitaine         | inscrit    | « PA64000058 », notice no PA64000058 | 43° 23′ 16″ nord, 1° 39′ 58″ ouest  |       |
| Maison Lohobiague Enea                                                                                                   | Saint-Jean-de-Luz             | Pyrénées-Atlantiques    | Nouvelle-Aquitaine         | classé     | « PA00084497 », notice no PA00084497 | 43° 23′ 15″ nord, 1° 39′ 50″ ouest  |       |
| Cimetière wisigothique d'Estagel                                                                                         | Estagel                       | Pyrénées-Orientales     | Occitanie                  | classé     | « PA00104022 », notice no PA00104022 | 42° 46′ 03″ nord, 2° 41′ 35″ est    |       |
| Université | Perpignan                     | Pyrénées-Orientales     | Occitanie                  | classé     | « PA66000010 », notice no PA66000010 | 42° 41′ 53″ nord, 2° 53′ 57″ est    |       |
| Château de la Garde | Jarnioux                      | Rhône                   | Auvergne-Rhône-Alpes       | inscrit    | « PA69000025 », notice no PA69000025 | 45° 58′ 03″ nord, 4° 37′ 28″ est    |       |
| Couvent de la Visitation (actuel hôpital de l'Antiquaille)                                                               | 5e arrondissement de Lyon     | Rhône                   | Auvergne-Rhône-Alpes       | inscrit    | « PA69000023 », notice no PA69000023 | 45° 45′ 34″ nord, 4° 49′ 21″ est    |       |
| Villa Vignon/Bissuel | Saint-Germain-au-Mont-d'Or    | Rhône                   | Auvergne-Rhône-Alpes       | inscrit    | « PA69000024 », notice no PA69000024 | 45° 52′ 53″ nord, 4° 48′ 53″ est    |       |
| Château de Corcelles | Charolles                     | Saône-et-Loire          | Bourgogne-Franche-Comté    | inscrit    | « PA71000040 », notice no PA71000040 | 46° 27′ 14″ nord, 4° 16′ 54″ est    |       |
| Maison forte de la Serrée                                                                                                | Ormes                         | Saône-et-Loire          | Bourgogne-Franche-Comté    | inscrit    | « PA71000038 », notice no PA71000038 | 46° 37′ 22″ nord, 4° 57′ 40″ est    |       |
| Château d'Ozenay | Ozenay                        | Saône-et-Loire          | Bourgogne-Franche-Comté    | classé     | « PA00113378 », notice no PA00113378 | 46° 32′ 33″ nord, 4° 50′ 55″ est    |       |
| Tuilerie de la Bellevelle                                                                                                | Saint-Martin-la-Patrouille    | Saône-et-Loire          | Bourgogne-Franche-Comté    | inscrit    | « PA71000037 », notice no PA71000037 | 46° 35′ 35″ nord, 4° 32′ 42″ est    |       |
| Tuilerie de Bissy | Saint-Martin-la-Patrouille    | Saône-et-Loire          | Bourgogne-Franche-Comté    | inscrit    | « PA71000039 », notice no PA71000039 | 46° 34′ 40″ nord, 4° 32′ 34″ est    |       |
| Manoir de Couesmes | Ancinnes                      | Sarthe                  | Pays de la Loire           | inscrit    | « PA72000030 », notice no PA72000030 | 48° 21′ 24″ nord, 0° 09′ 24″ est    |       |
| Manoir de la Cour | Coudrecieux                   | Sarthe                  | Pays de la Loire           | inscrit    | « PA72000031 », notice no PA72000031 | 47° 59′ 31″ nord, 0° 37′ 57″ est    |       |
| Commanderie du Gué-Lian                                                                                                  | Moitron-sur-Sarthe            | Sarthe                  | Pays de la Loire           | inscrit    | « PA72000032 », notice no PA72000032 | 48° 15′ 16″ nord, 0° 03′ 16″ est    |       |
| Abbaye de l'Épau | Yvré-l'Évêque                 | Sarthe                  | Pays de la Loire           | classé     | « PA00109991 », notice no PA00109991 | 47° 59′ 29″ nord, 0° 14′ 32″ est    |       |
| Chalet le Petit Navire                                                                                                   | Courchevel                    | Savoie                  | Auvergne-Rhône-Alpes       | inscrit    | « PA73000008 », notice no PA73000008 | 45° 24′ 58″ nord, 6° 37′ 45″ est    |       |
| Chalet Joliot-Curie | Courchevel                    | Savoie                  | Auvergne-Rhône-Alpes       | inscrit    | « PA73000010 », notice no PA73000010 | 45° 24′ 51″ nord, 6° 38′ 09″ est    |       |
| Chapelle Notre-Dame-de-l'Assomption de Courchevel                                                                        | Courchevel                    | Savoie                  | Auvergne-Rhône-Alpes       | inscrit    | « PA73000009 », notice no PA73000009 | 45° 24′ 53″ nord, 6° 38′ 10″ est    |       |
| Église Notre-Dame-de-l'Assomption de Nesles-la-Gilberde                                                                  | Lumigny-Nesles-Ormeaux        | Seine-et-Marne          | Île-de-France              | inscrit    | « PA77000022 », notice no PA77000022 | 48° 41′ 59″ nord, 2° 58′ 21″ est    |       |
| Château de Montceaux | Montceaux-lès-Meaux           | Seine-et-Marne          | Île-de-France              | classé     | « PA00087113 », notice no PA00087113 | 48° 56′ 35″ nord, 2° 59′ 10″ est    |       |
| Église Saint-Ayoul | Provins                       | Seine-et-Marne          | Île-de-France              | inscrit    | « PA00087196 », notice no PA00087196 | 48° 33′ 38″ nord, 3° 18′ 12″ est    |       |
| Château de Bailleul | Angerville-Bailleul           | Seine-Maritime          | Normandie                  | inscrit    | « PA00100540 », notice no PA00100540 | 49° 40′ 27″ nord, 0° 27′ 00″ est    |       |
| Chapelle Saint-Julien de Flainville                                                                                      | Le Bourg-Dun                  | Seine-Maritime          | Normandie                  | inscrit    | « PA00100579 », notice no PA00100579 | 49° 52′ 58″ nord, 0° 53′ 45″ est    |       |
| Manoir du Val Saint-Pierre                                                                                               | Croisy-sur-Andelle            | Seine-Maritime          | Normandie                  | inscrit    | « PA76000074 », notice no PA76000074 | 49° 27′ 23″ nord, 1° 25′ 52″ est    |       |
| Motte castrale du Petit-Besle                                                                                            | Estouteville-Écalles          | Seine-Maritime          | Normandie                  | inscrit    | « PA76000073 », notice no PA76000073 | 49° 34′ 43″ nord, 1° 20′ 26″ est    |       |
| Église Sainte-Jeanne-d'Arc                                                                                               | Le Havre                      | Seine-Maritime          | Normandie                  | inscrit    | « PA76000075 », notice no PA76000075 | 49° 30′ 20″ nord, 0° 07′ 02″ est    |       |
| Aqueduc de Carville | Rouen                         | Seine-Maritime          | Normandie                  | inscrit    | « PA76000071 », notice no PA76000071 | 49° 26′ 32″ nord, 1° 06′ 39″ est    |       |
| Fortifications du Grand-Besle                                                                                            | Sainte-Croix-sur-Buchy        | Seine-Maritime          | Normandie                  | inscrit    | « PA76000072 », notice no PA76000072 | 49° 34′ 38″ nord, 1° 20′ 46″ est    |       |
| Manufacture des Allumettes, ancien siège de La Documentation française, puis annexe de l'Institut national du patrimoine | Aubervilliers                 | Seine-Saint-Denis       | Île-de-France              | inscrit    | « PA93000019 », notice no PA93000019 | 48° 54′ 38″ nord, 2° 23′ 28″ est    |       |
| Gare de Bobigny | Bobigny                       | Seine-Saint-Denis       | Île-de-France              | inscrit    | « PA93000018 », notice no PA93000018 | 48° 54′ 38″ nord, 2° 25′ 49″ est    |       |
| Église Saint-Pierre de Frémontiers                                                                                       | Frémontiers                   | Somme                   | Hauts-de-France            | classé     | « PA00116161 », notice no PA00116161 | 49° 45′ 32″ nord, 2° 04′ 27″ est    |       |
| Église Saint-Aignan de Grivesnes                                                                                         | Grivesnes                     | Somme                   | Hauts-de-France            | classé     | « PA80000040 », notice no PA80000040 | 49° 41′ 23″ nord, 2° 28′ 13″ est    |       |
| Église Saint-Pierre de Lamotte-Warfusée                                                                                  | Lamotte-Warfusée              | Somme                   | Hauts-de-France            | classé     | « PA00132923 », notice no PA00132923 | 49° 52′ 18″ nord, 2° 35′ 25″ est    |       |
| Château de Digeon | Morvillers-Saint-Saturnin     | Somme                   | Hauts-de-France            | classé     | « PA80000045 », notice no PA80000045 | 49° 45′ 51″ nord, 1° 47′ 40″ est    |       |
| Château de Regnière-Écluse                                                                                               | Regnière-Écluse               | Somme                   | Hauts-de-France            | inscrit    | « PA00116226 », notice no PA00116226 | 50° 16′ 55″ nord, 1° 46′ 25″ est    |       |
| Église Saint-Jean de Rayssac                                                                                             | Albi                          | Tarn                    | Occitanie                  | inscrit    | « PA81000024 », notice no PA81000024 | 43° 54′ 57″ nord, 2° 07′ 52″ est    |       |
| Église Notre-Dame-du-Breuil                                                                                              | Albi                          | Tarn                    | Occitanie                  | inscrit    | « PA81000023 », notice no PA81000023 | 43° 56′ 33″ nord, 2° 08′ 55″ est    |       |
| Château de Mézens | Mézens                        | Tarn                    | Occitanie                  | inscrit    | « PA81000025 », notice no PA81000025 | 43° 47′ 15″ nord, 1° 40′ 17″ est    |       |
| Maison-atelier du peintre Carrade                                                                                        | Saint-Germain-des-Prés        | Tarn                    | Occitanie                  | inscrit    | « PA81000022 », notice no PA81000022 | 43° 34′ 34″ nord, 2° 03′ 35″ est    |       |
| Monument aux morts de la Première Guerre mondiale                                                                        | Montauban                     | Tarn-et-Garonne         | Occitanie                  | inscrit    | « PA82000011 », notice no PA82000011 | 44° 01′ 22″ nord, 1° 20′ 36″ est    |       |
| Marché de Villebourbon                                                                                                   | Montauban                     | Tarn-et-Garonne         | Occitanie                  | inscrit    | « PA82000012 », notice no PA82000012 | 44° 00′ 59″ nord, 1° 20′ 42″ est    |       |
| Pont Neuf | Montauban                     | Tarn-et-Garonne         | Occitanie                  | inscrit    | « PA82000013 », notice no PA82000013 | 44° 00′ 51″ nord, 1° 20′ 58″ est    |       |
| Boulangerie Renult | Choisy-le-Roi                 | Val-de-Marne            | Île-de-France              | inscrit    | « PA94000019 », notice no PA94000019 | 48° 45′ 57″ nord, 2° 24′ 22″ est    |       |
| Roseraie du Val-de-Marne                                                                                                 | L'Haÿ-les-Roses               | Val-de-Marne            | Île-de-France              | inscrit    | « PA94000020 », notice no PA94000020 | 48° 46′ 35″ nord, 2° 20′ 05″ est    |       |
| Église Sainte-Marie de Buoux                                                                                             | Buoux                         | Vaucluse                | Provence-Alpes-Côte d'Azur | inscrit    | « PA84000044 », notice no PA84000044 | 43° 49′ 54″ nord, 5° 22′ 39″ est    |       |
| Graineterie Roux de Carpentras                                                                                           | Carpentras                    | Vaucluse                | Provence-Alpes-Côte d'Azur | inscrit    | « PA84000045 », notice no PA84000045 | 44° 03′ 01″ nord, 5° 02′ 34″ est    |       |
| Château du Fief-Milon | Le Boupère                    | Vendée                  | Pays de la Loire           | inscrit    | « PA00110292 », notice no PA00110292 | 46° 45′ 53″ nord, 0° 53′ 54″ ouest  |       |
| Manoir de la Chevillonnière                                                                                              | Saint-Hilaire-le-Vouhis       | Vendée                  | Pays de la Loire           | inscrit    | « PA85000022 », notice no PA85000022 | 46° 41′ 56″ nord, 1° 07′ 22″ ouest  |       |
| Château de Sainte-Hermine                                                                                                | Sainte-Hermine                | Vendée                  | Pays de la Loire           | inscrit    | « PA00110240 », notice no PA00110240 | 46° 33′ 30″ nord, 1° 03′ 25″ ouest  |       |
| La Jordronnière | Sigournais                    | Vendée                  | Pays de la Loire           | inscrit    | « PA85000021 », notice no PA85000021 | 46° 41′ 37″ nord, 0° 57′ 46″ ouest  |       |
| Prieuré de Xanton-Chassenon                                                                                              | Xanton-Chassenon              | Vendée                  | Pays de la Loire           | inscrit    | « PA85000023 », notice no PA85000023 | 46° 27′ 08″ nord, 0° 41′ 45″ ouest  |       |
| Moulin à vent de Cherves                                                                                                 | Cherves                       | Vienne                  | Nouvelle-Aquitaine         | inscrit    | « PA86000027 », notice no PA86000027 | 46° 42′ 47″ nord, 0° 01′ 13″ est    |       |
| Château de la Chèze | Latillé                       | Vienne                  | Nouvelle-Aquitaine         | inscrit    | « PA00105483 », notice no PA00105483 | 46° 37′ 18″ nord, 0° 05′ 02″ est    |       |
| Château des Ormes | Les Ormes                     | Vienne                  | Nouvelle-Aquitaine         | inscrit    | « PA00105572 », notice no PA00105572 | 46° 58′ 31″ nord, 0° 36′ 06″ est    |       |
| Hôtel Gilbert | Poitiers                      | Vienne                  | Nouvelle-Aquitaine         | inscrit    | « PA86000029 », notice no PA86000029 | 46° 34′ 35″ nord, 0° 20′ 12″ est    |       |
| Château de la Roche-Marteau ou Roche-Martel ou Roche-du-Maine                                                            | Roiffé                        | Vienne                  | Nouvelle-Aquitaine         | inscrit    | « PA86000030 », notice no PA86000030 | 47° 07′ 52″ nord, 0° 03′ 12″ est    |       |
| Château de Marconnay | Sanxay                        | Vienne                  | Nouvelle-Aquitaine         | classé     | « PA00105717 », notice no PA00105717 | 46° 31′ 05″ nord, 0° 00′ 51″ ouest  |       |
| Chapelle Saint-Libaire                                                                                                   | Grand                         | Vosges                  | Grand Est                  | classé     | « PA00107182 », notice no PA00107182 | 48° 23′ 17″ nord, 5° 29′ 27″ est    |       |
| Maison du Docteur Gauthier                                                                                               | Saint-Dié-des-Vosges          | Vosges                  | Grand Est                  | classé     | « PA88000040 », notice no PA88000040 | 48° 18′ 12″ nord, 6° 56′ 47″ est    |       |
| Abbaye Saint-Pierre | Senones                       | Vosges                  | Grand Est                  | classé     | « PA00107295 », notice no PA00107295 | 48° 23′ 37″ nord, 6° 58′ 50″ est    |       |
| Maison de la Toison d'Or                                                                                                 | Noyers-sur-Serein             | Yonne                   | Bourgogne-Franche-Comté    | inscrit    | « PA00113763 », notice no PA00113763 | 47° 41′ 53″ nord, 3° 59′ 46″ est    |       |
| Hôtel Gauthier de Sibert                                                                                                 | Tonnerre                      | Yonne                   | Bourgogne-Franche-Comté    | inscrit    | « PA89000037 », notice no PA89000037 | 47° 51′ 23″ nord, 3° 58′ 22″ est    |       |
| Église Notre-Dame | Versailles                    | Yvelines                | Île-de-France              | classé     | « PA00087687 », notice no PA00087687 | 48° 48′ 28″ nord, 2° 07′ 44″ est    |       |
| Château de Pinceloup | Sonchamp                      | Yvelines                | Île-de-France              | inscrit    | « PA78000021 », notice no PA78000021 | 48° 34′ 56″ nord, 1° 52′ 57″ est    |       |